# Federal Hall

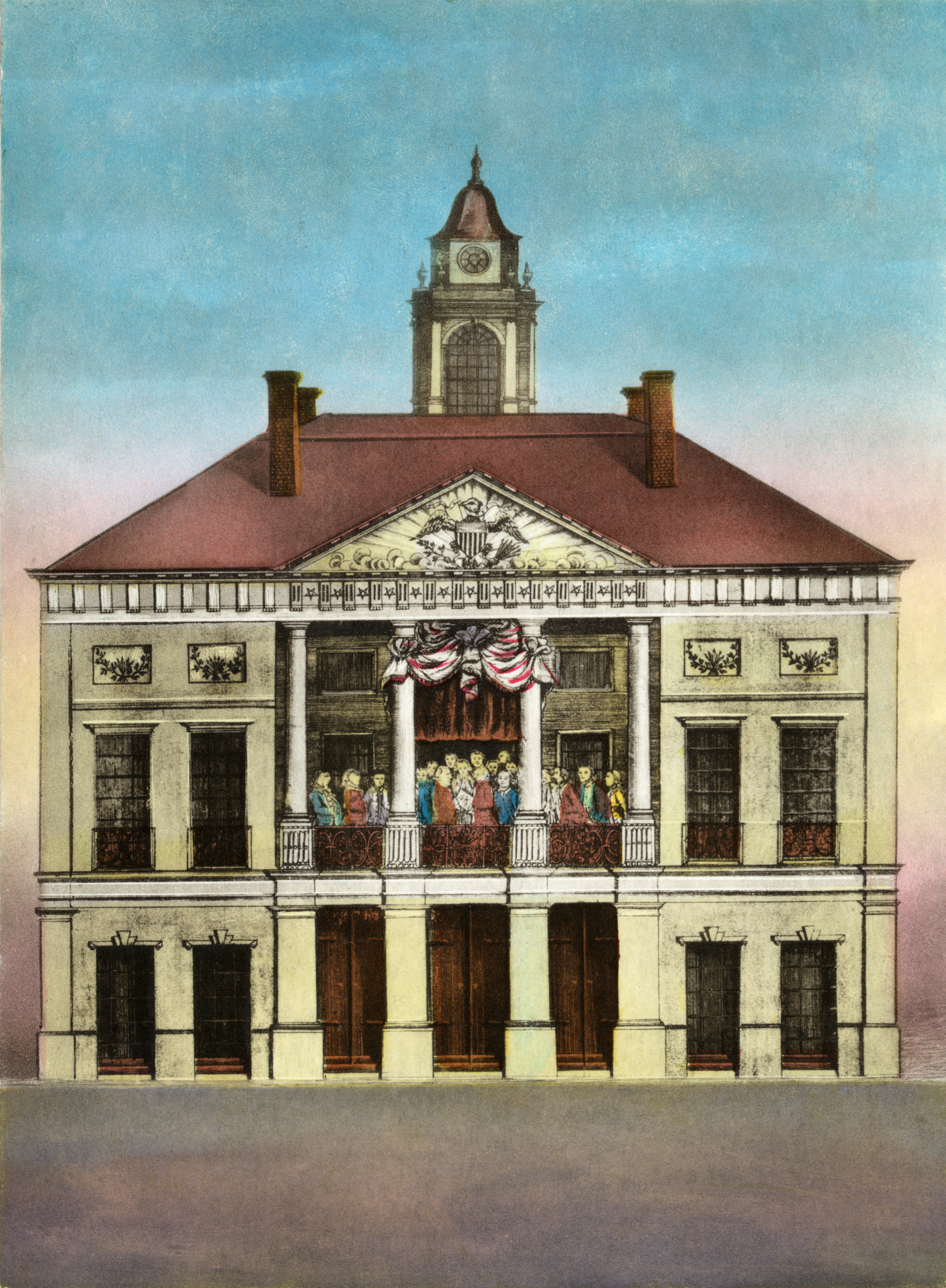
Federal Hall 1789

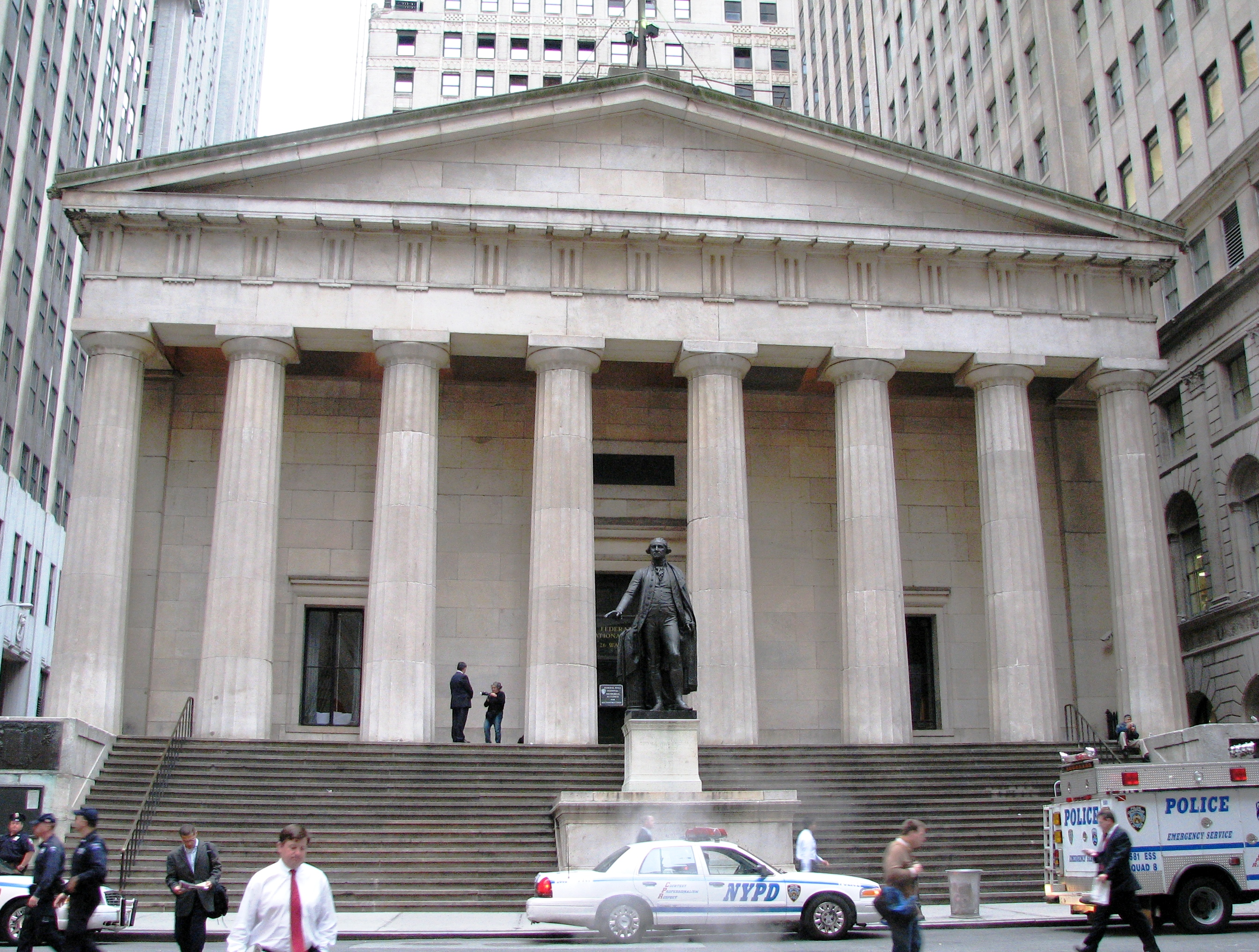
Federal Hall National Memorial

Federal Hall, byggt 1700 som New Yorks stadshus, var platsen för USA:s första presidentinstallation då George Washington invigdes som president 1789. Byggnaden revs 1812 och låg på Wall Street.
Federal Hall National Memorial är en byggnad som ligger på den plats där Federal Hall låg. Den uppfördes 1842 som tullhus. Byggnaden fungerar idag som nationellt minnesmärke och museum och administreras av National Park Service. På trappan framför byggnaden står en staty föreställande George Washington av skulptören John Quincy Adams Ward.